# SSC Freisen
Der Sport- und Spielclub e.V. Freisen ist ein Sportverein aus Freisen, dessen Volleyball-Frauenmannschaft seit 2021 in der 2. Bundesliga Süd vertreten ist.

## Vereinsgeschichte
Der SSC Freisen wurde 1997 auf Initiative von Brigitte Schumacher gegründet, die in Personalunion Präsidentin des Vereins und Cheftrainerin der Zweitbundesligamannschaft ist. Von 2012 bis 2018 war das Frauenteam in der Regionalliga Südwest beheimatet. Nach der Meisterschaft in der Saison 2017/18 schlug die Mannschaft drei Spieljahre in der dritten Liga Süd auf. Die Meisterschaft 20210/21 endete coronabedingt nach fünf Spieltagen mit dem Verein aus dem Saarland auf dem Spitzenrang. Zunächst gab es einen Beschluss des DVVs, dass es keinen Aufsteiger geben sollte, aufgrund eines frei werdenden Platzes in der zweithöchsten Spielklasse konnten die Volleyballerinnen aus dem Landkreis St. Wendel ab 2021 Bundesligabegegnungen bestreiten. In der ersten Spielzeit belegte das Team aus dem Pfälzer Bergland in der Abschlusstabelle den zehnten Platz. Im folgenden Spieljahr wurden die Freisener Fünfter. In der Saison 2023/24 spielte das Team in der neu gegründeten eingleisigen zweite Bundesliga Pro.

## Volleyballteams
Neben der Bundesligamannschaft gibt es noch eine Frauen 2 und eine Frauen 3 im Erwachsenenbereich. Weibliche Jugendteams sind die U18, die U15, der Saarlandmeister 2023, die U14, die U13 und zwei U12 Mannschaften. Außerdem gibt es noch ein Angebot für Hobbyspieler und -spielerinnen.

## Weitere Sportangebote
Um die Gesundheit seiner Mitglieder zu fördern, bietet der Verein Wirbelsäulen- und Fitnessgymnastik sowie Aerobic an. Ein Kinderturnen für die Kleinsten rundet das Sportangebot des Clubs ab.